# Marathon Rotterdam 1982

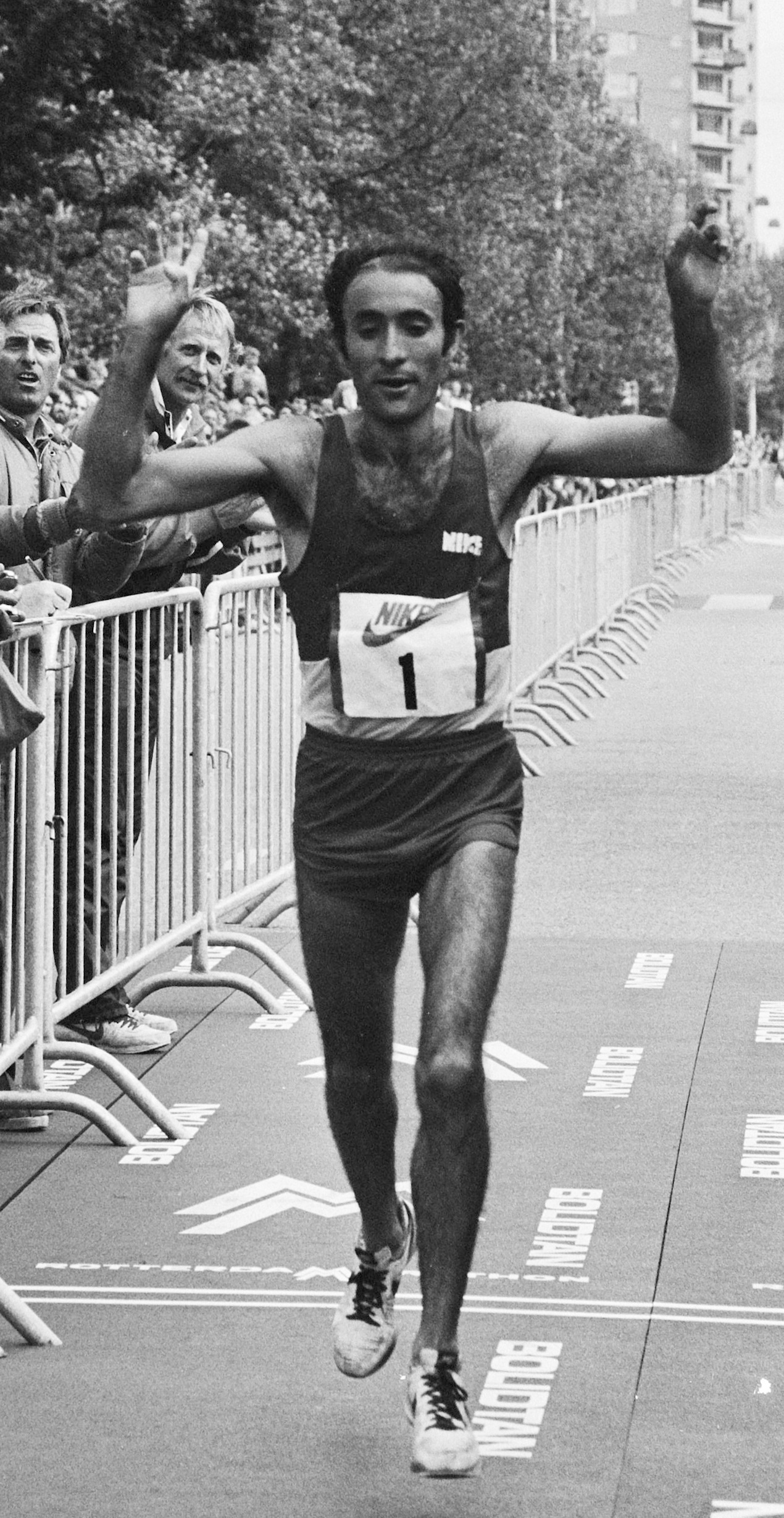
Rodolfo Gómez wint de wedstrijd met ruime voorsprong.

De Marathon Rotterdam 1982 werd gelopen op zaterdag 22 mei 1982. Het was de tweede editie van deze marathon.
Bij de mannen was het de Mexicaan Rodolfo Gómez, die als eerste over de streep kwam in 2:11.57, terwijl bij vrouwen de Duitser Mathilde Heuing aan het langste eind trok met haar tijd van 2:54.03.
In totaal finishten 349 marathonlopers de wedstrijd.

## Uitslagen

### Mannen
| rang   | naam              | land | tijd    |
| ------ | ----------------- | ---- | ------- |
| Goud   | Rodolfo Gómez     | MEX  | 2:11.57 |
| Zilver | Ryszard Marczak   | POL  | 2:13.27 |
| Brons  | Kjell-Erik Ståhl  | SWE  | 2:16.05 |
| 4      | Rudi Verriet      | NED  | 2:17.28 |
| 5      | Gerrit van Essen  | NED  | 2:21.12 |
| 6      | Jim Brown         | GBR  | 2:22.52 |
| 7      | Inge Simonsen     | NOR  | 2:23.00 |
| 8      | Kees van der Heul | NED  | 2:26.04 |
| 9      | Peter Rusman      | NED  | 2:26.17 |
| 10     | Bram Wassenaar    | NED  | 2:26.30 |

### Vrouwen
| rang | naam            | land | tijd    |
| ---- | --------------- | ---- | ------- |
| Goud | Mathilde Heuing | GER  | 2:54.03 |

1981 ·
1982 ·
1983 ·
1984 ·
1985 ·
1986 ·
1987 ·
1988 ·
1989 ·
1990 ·
1991 ·
1992 ·
1993 ·
1994 ·
1995 ·
1996 ·
1997 ·
1998 ·
1999 ·
2000 ·
2001 ·
2002 ·
2003 ·
2004 ·
2005 ·
2006 ·
2007 ·
2008 ·
2009 ·
2010 ·
2011 ·
2012 ·
2013 ·
2014 ·
2015 ·
2016 ·
2017 ·
2018 ·
2019 ·
2020 ·
2021 ·
2022 ·
2023 ·
2024